# Arquitectura de Bután
La arquitectura butanesa se compone de dzongs (fortalezas-monasterio), edificios religiosos y variedad de construcciones de uso diario. Bajo mandato del Shabdrung Ngawang Namgyal, los dzongs fueron construidos como baluartes a la par que sirvieron como sedes religiosas y administrativas desde el siglo XVII. A lo largo de su historia, Bután ha seguido principalmente la tradición tibetana de arquitectura budista. La arquitectura del reino se caracteriza por la uniformidad entre las diferentes estructuras: los componentes que definen las construcciones incluyen techos inclinados, marcos de madera ornamentados, ventanas de tamaño creciente conforme se aumenta de piso, bandas rojas (kemar) en edificios sagrados y muros exteriores pintados en blanco.

## Arquitectura tradicional
El Driglam namzha codifica las reglas tradicionales para la construcción de los dzongs, así como los edificios ordinarios. Bajo la dirección de un lama, los ciudadanos levantaban las fortalezas como parte de su obligación tributaria con el estado. Sin embargo, en la actualidad, las estructuras tradicionales son construidas por trabajadores asalariados, lo que pone a prueba la capacidad del gobierno para reparar y preservar los dzongs.
La arquitectura tradicional continúa vigente en el país: desde 1998, por Real Decreto, todos los edificios deben construirse con fachadas de madera de varios colores, pequeñas ventanas arqueadas y techos inclinados. Las estructuras típicas del Bután occidental a menudo emplean armazones de madera y barro, paredes interiores de adobe, muros exteriores de tierra apisonada y muros de contención de piedra y tierra. No se elaboran planos, ni se permiten clavos o barras de hierro en la construcción. Muchas estructuras tradicionales cuentan con pinturas murales y decoraciones con esvásticas y pinturas fálicas.

### Edificios civiles
Las mansiones señoriales del oeste de Bután (distritos de Bumthang, Paro y Trongsa) aparecieron a fines del siglo XIX durante un período de relativa calma. Al igual que los dzongs, son edificios con patio de varios pisos y con menos ventanas que las casas ordinarias. Los pisos superiores de las residencias generalmente servían como capillas (choesum) que albergaban pinturas, estatuas y literatura religiosa.

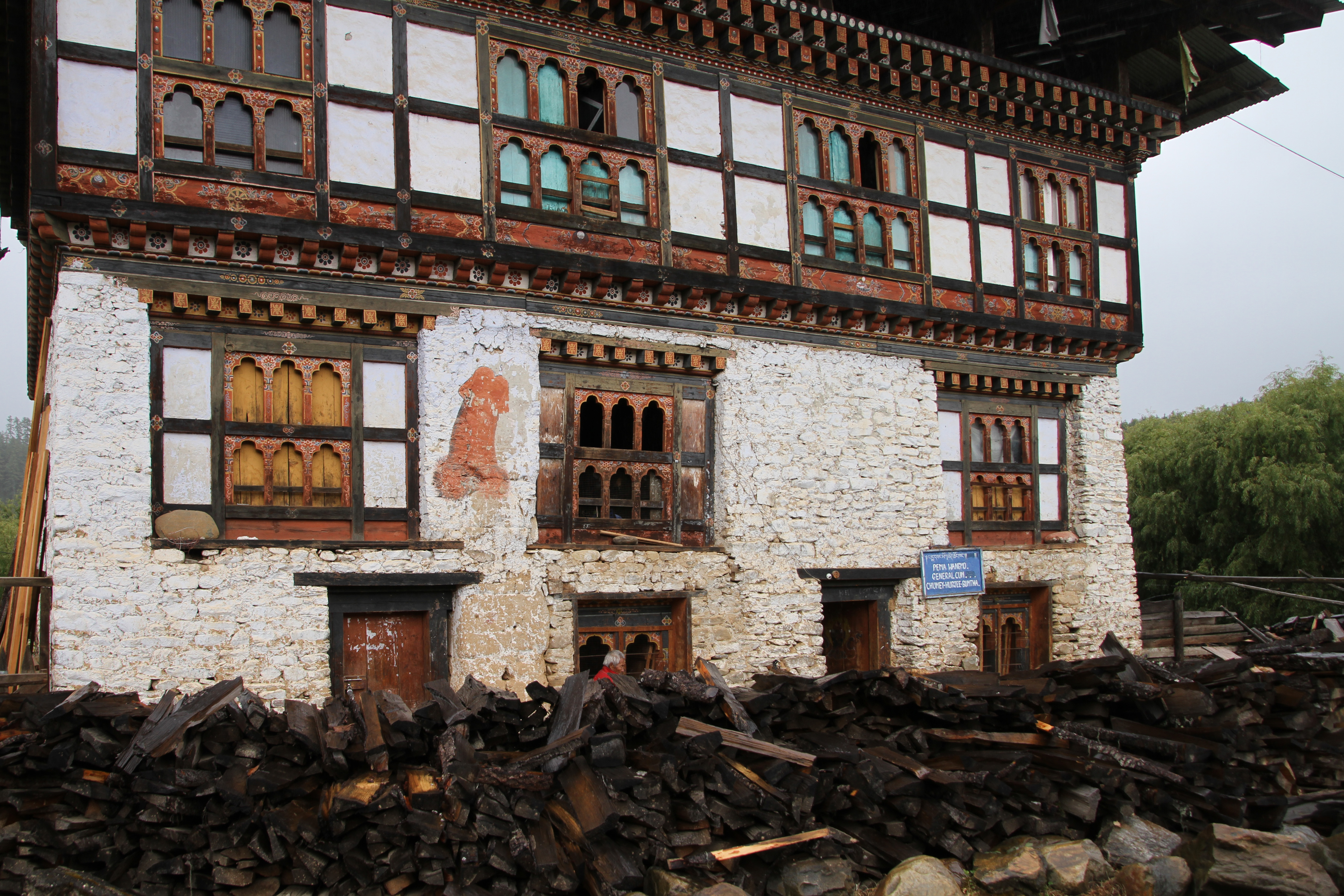
Una casa en el distrito de Bumthang: véase el uso de la piedra en la pared exterior.

La arquitectura de las casas ordinarias varía según la ubicación y la elevación: en las altitudes más bajas del sur, las casas de bambú con techo de paja son comunes, mientras que los edificios progresan a estructuras de piedra simples en mayores elevaciones. Los edificios de dos pisos, semejantes a las mansiones señoriales pero de menor tamaño, son comunes en todo el oeste de Bután. Al igual que las mansiones, los pisos superiores a menudo se reservan para capillas, que también sirven como cuartos de huéspedes. Los áticos, aislados con esteras de bambú y heno, a menudo sirven para secar pieles de animales y chiles.
Como ocurre con la mayoría de los edificios, las casas comunes en la zona occidental presentan paredes de tierra apisonada, machacadas en marcos de madera durante una semana y enlucidas con cal. Una vez terminadas, pueden dejarse con el pigmento natural o bien pueden blanquearse. Por otra parte, los valles orientales más húmedos de Bután tienden a ser barrancos estrechos y empinados, con asentamientos excavados directamente en las laderas de las montañas; en estas regiones, los muros están hechos con mayor frecuencia de piedra.

### Componentes

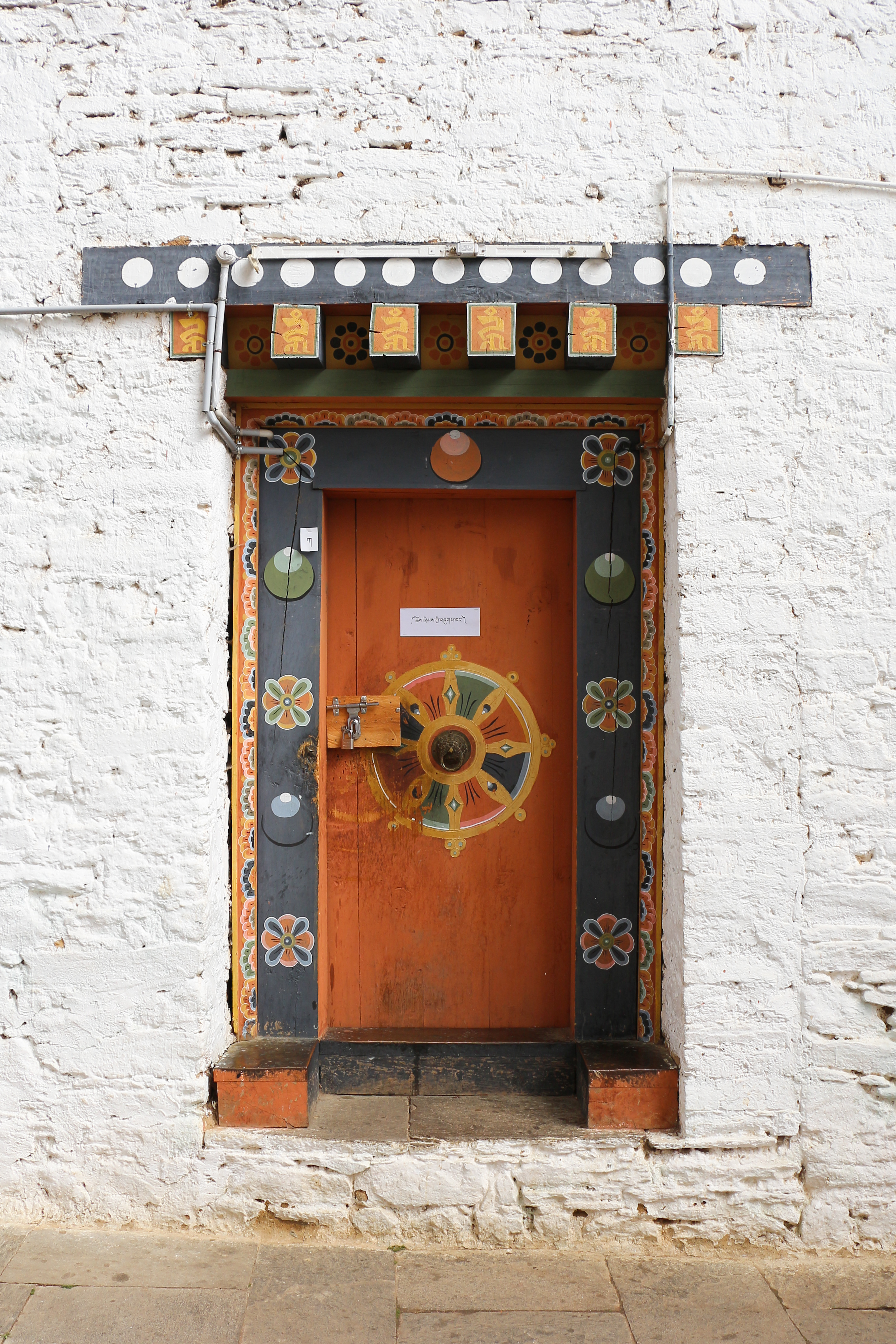
Típica puerta butanesa en el dzong Simtokha.

Las puertas de las casas butanesas suelen tener un diseño de machihembrado, con bisagras en un par de clavijas de madera. Generalmente, las ventanas más pequeñas se construyen en los pisos inferiores, con ventanas más grandes en los niveles superiores para aumentar la solidez estructural. Las ventanas presentan típicamente ornamentaciones con motivos de tréboles (horzhing). Los techos con tejas de madera están inclinados y son adornados por una cornisa de madera, pero carecen de canaletas de lluvia; existe una tendencia creciente hacia las tejas metálicas por su mayor durabilidad. Por lo general, queda un gran espacio entre el techo y las paredes para permitir el flujo del aire.

## Dzong
La arquitectura del dzong butanés alcanzó su cenit en el siglo XVII bajo el liderazgo del gran lama Ngawang Namgyal, el primer Shabdrung. Este se basó en visiones y presagios para ubicar cada uno de los dzongs que mandó levantar. Las fortalezas se construían con frecuencia en la cima de una colina o junto a arroyos importantes con propósitos defensivos.
Los dzongs comprenden muros de mampostería que rodean uno o más patios. Las habitaciones dentro del edificio generalmente se dividen entre función administrativa (como la oficina del penlop o el gobernador) y función religiosa (el templo y la vivienda de los monjes). Esta separación entre funciones refleja la dualidad idealizada de poder entre las ramas religiosa y política del gobierno.

Los dzongs de Gasa, Punakha y Jakar
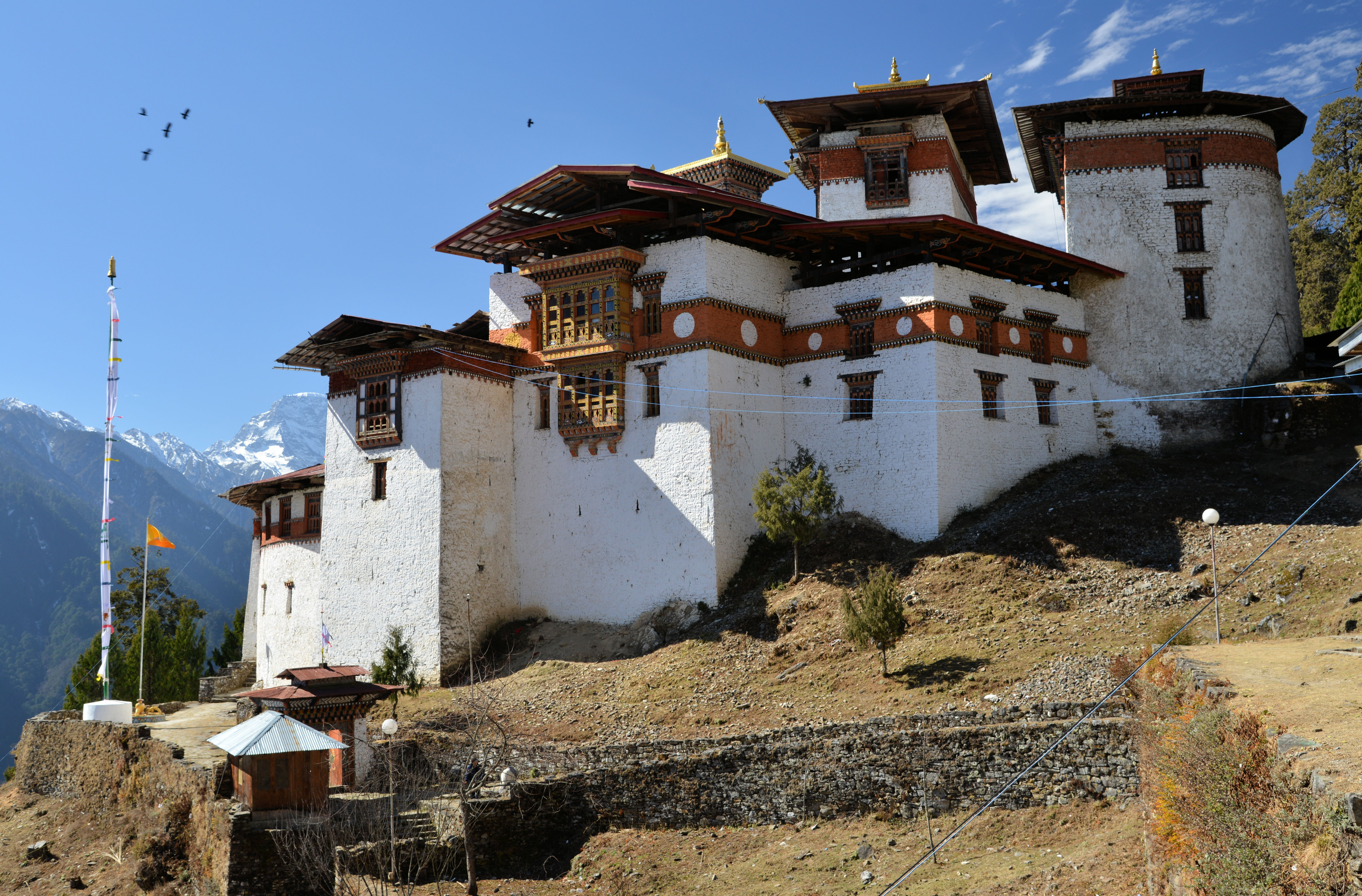
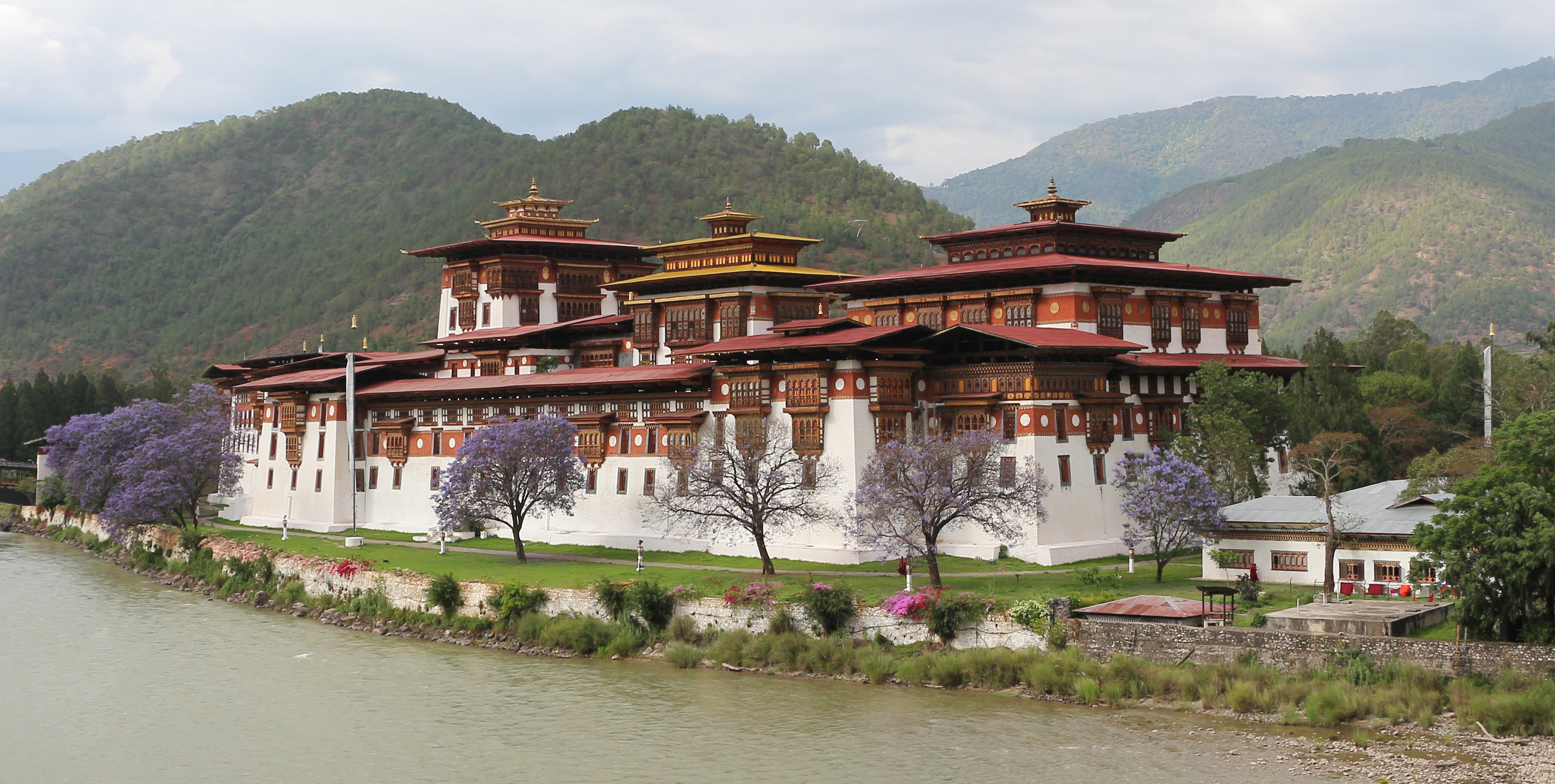
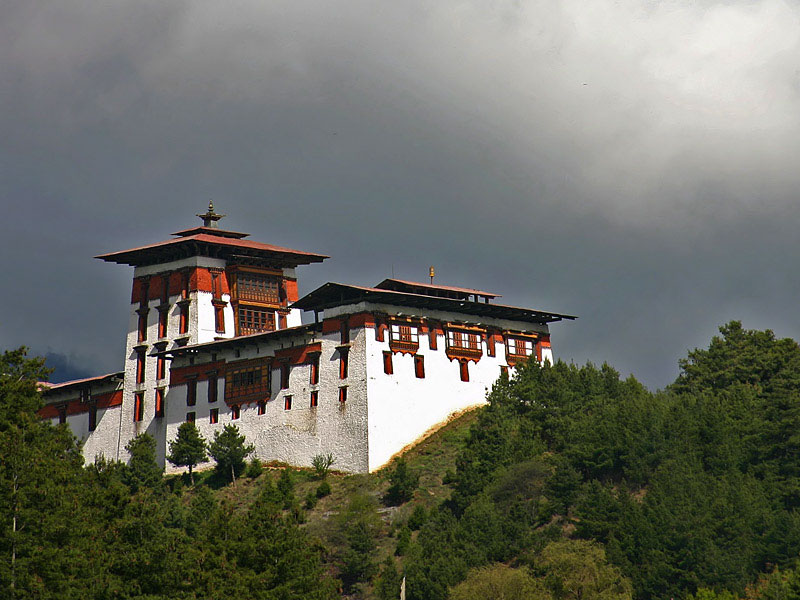

## Arquitectura religiosa

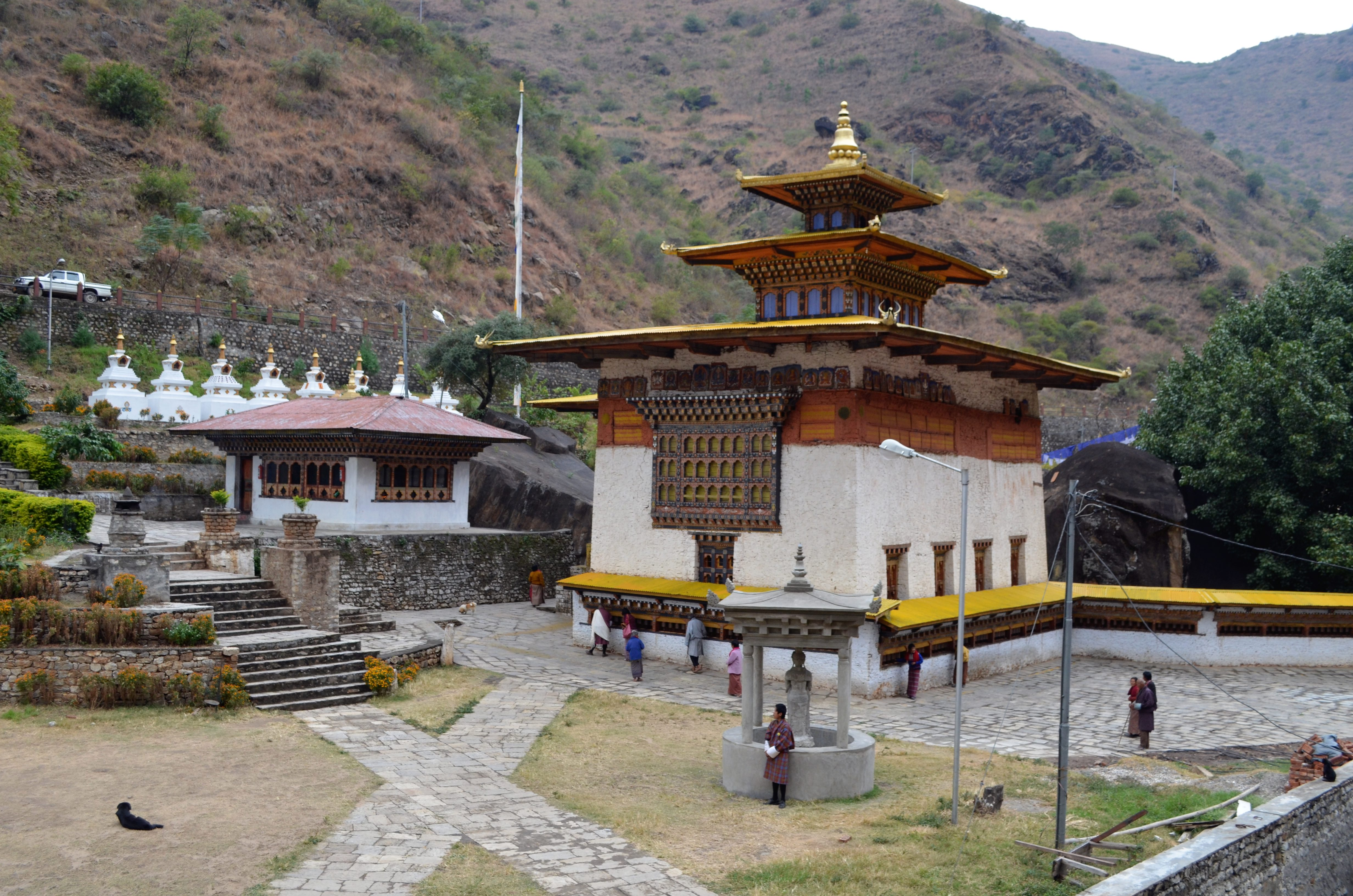
Templo Gomphuk Khora en Trashiyangtse.

Los templos budistas (lhakhang) en Bután son a menudo estructuras relativamente simples de un solo piso que rodean un patio. Es común que una franja roja decore los edificios a lo largo de las paredes superiores y que los techos presenten colores dorados.
Las paredes internas y las salas de congregación de los templos butaneses están decoradas con frescos y murales. Predominan los temas religiosos, especialmente la vida de Buda, las leyendas de Padmasambhava y las deidades protectoras.
Los monasterios (gonpa o goenpa) siguen dos tradiciones arquitectónicas, basándose una en agrupaciones y otra en el estilo de los dzong. El primer tipo parece presentar la tradición más antigua de arquitectura monástica en Bután, en la que uno o dos templos están rodeados por grupos de viviendas para sus monjes.
Otra estructura religiosa típica del reino son los chörtens, receptáculos de adoración similares a las estupas. Los chörten abovedados butaneses más grandes están tallados en piedra y presentan un encalado al estilo nepalí. En el este y el centro de Bután se encuentran chörtens acampanados más pequeños, a menudo acompañados de una superestructura protectora de madera. El estilo nativo de Bután es un pilar de piedra cuadrado con un khemar cerca de la parte superior, a veces acompañado de una bola y una media luna para representar el sol y la luna. Esta tipología autóctona representa una especie de forma reducida de la estupa clásica.

## Puentes

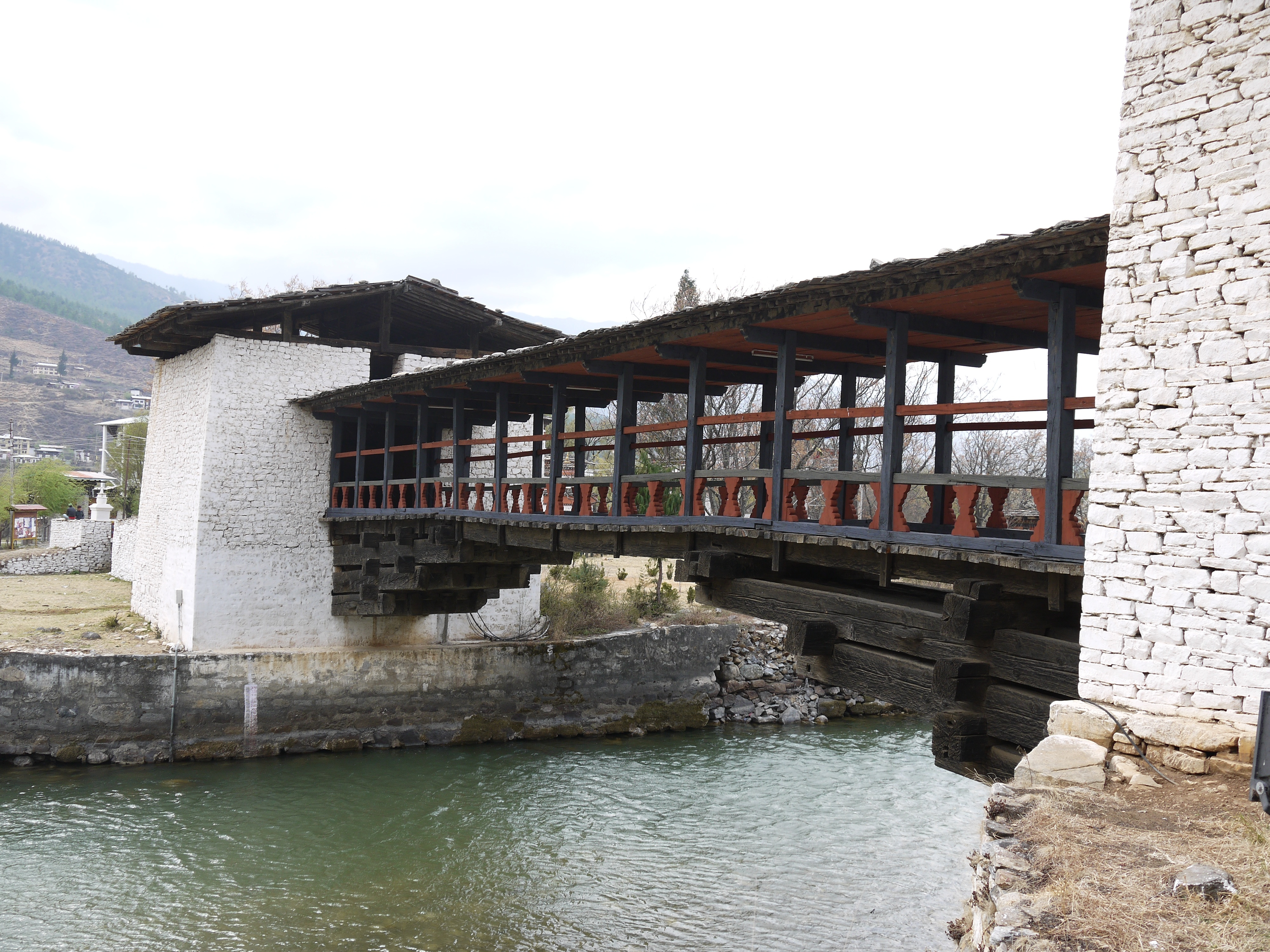
Puente sobre el río Paro cerca del dzong Rinpung.

Los puentes en ménsula de Bután consisten en estructuras de madera entrelazadas que forman un solo puente. Estos puentes antiguos han soportado siglos de tráfico humano, animal y cada vez más industrial, y tienen la finalidad de atravesar los cauces largos cuando los puentes de madera sencillos no puedan abarcar dichas distancias. El más extenso, con 56 m de longitud, se encuentra en Punakha.